# Тапия, Карлос Даниэль
Ка́рлос Даниэ́ль Та́пия (исп. Carlos Daniel Tapia; род. 20 августа 1962, Сан-Мигель, провинция Буэнос-Айрес) — аргентинский футболист, выступавший на позиции полузащитника. Чемпион мира 1986 года.

## Биография
Карлос Тапия начал карьеру футболиста в «Ривер Плейте» в 1980 году, когда тренер Альфредо ди Стефано выпустил его на замену кумиру болельщиков Норберто Алонсо. В 1981 году выступил в составе молодёжной сборной Аргентины на неудачном для них чемпионате мира Австралии. Среди его партнёров были Серхио Гойкочеа, Херардо Мартино, Хорхе Бурручага и Нестор Клаусен.
В первые годы своего пребывания в команде Тапия действовал довольно уверенно, однако затем возникли проблемы. «Ривер» едва не вылетел во второй дивизион. Первоначально Тапию отдали в аренду во французский клуб «Брест», а по возвращении в Аргентину он стал частью сделки по обмену игроками между «Ривером» и «Бокой». Миллионеры получили Рикардо Гареку и Оскара Руджери, а «Боке» отдали Хулио Олартикоэчеу и Карлоса Тапию. Примечательно, что всего год спустя именно эти два футболиста будут представлять «Боку» в составе сборной Аргентины, выигравшей в Мексике чемпионат мира. И если Олартикоэчеа стал одним из героев турнира, то сам Тапия сыграл на турнире всего 15 минут против Англии, однако также стал чемпионом.
За свою клубную карьеру Тапия четырежды становился игроком «Боки», в итоге возвращаясь в команду после пребывания в других клубах — это рекорд в истории «Боки». В один из этих периодов в сине-золотой футболке Тапия выиграл свой второй (после титула в составе «Ривера») титул чемпиона Аргентины — Апертуры 1992 года.
Завершил Тапия карьеру футболиста в «Боке» в 1994 году. Всего за «Боку Хуниорс» он провёл 215 матчей и забил 48 голов.
На данный момент руководит Секретариатом по спортивным делам провинции Буэнос-Айрес.

## Достижения
- Чемпион мира (1): 1986
- Чемпион Аргентины (2): 1980 Метрополитано, 1992 (Апертура)
- Золотой Кубок (1): 1993